# 천국의 사도 조단 2
천국의 사도 조단 2(Down To Earth)는 미국에서 제작된 알렉산더 홀 감독의 1947년 영화이다. 롤랜드 커버 등이 주연으로 출연하였고 돈 하트먼 등이 제작에 참여하였다.

## 출연

### 주연
- 롤랜드 커버
- 제임스 버크
- 윌리엄 프롤리
- 제임스 글리슨
- 윌버 맥

### 조연
- 윌리엄 하디
- 버지니아 헌터
- 페기 말리
- 루시엔 리틀필드
- 마이론 힐리
- 아서 블레이크
- 진 델 발
- 빌리 블레처
- 닉 스튜어트
- 라울 프리먼
- 프랭크 다리엔
- 잭 노턴
- 톰 핸론
- 매리 포베스
- 에디 아커프
- 엘 브리지
- 톰 댈리
- 케이 밸론

## 제작진
- 원작자: 해리 시겔
- 미술: 스티븐 구손
- 미술: 루돌프 스터나드
- 의상: 진 루이스